# عبد الوهاب الروحاني
عبد الوهاب بن محمد الروحاني (1958 -) هو سياسي وكاتب يمني، ورئيس مركز الوحدة للدراسات الاستراتيجية وزير الثقافة اليمني سابقا.

## حياته ونشأته
- بدأ تعليمه الأولى في كتّاب (قرية روحان)، وتعلم مبادئ علوم الدين واللغة على يد مشائخ قريته التي تعتبر من هجر ومعاقل العلم في اليمن، من أمثال القاضي العلامة عبده بن رزق الروحاني، والقاضي العلامة عبد الله محمد الروحاني، وجده لأمه القاضي أحمد بن أحمد الروحاني.
- انتقل إلى صنعاء عام 1972 فدرس الابتدائية بمدرسة الأيتام، والإعدادية عام 1975 بمدرسة الشعب، ثم الثانوية بمدرسة عبد الناصر عام 1978م.
- وبالتزامن مع مواصلة دراسته عُين عام 1976م محرراً أخباريًا في وكالة الأنباء اليمنية سبأ، إثر دخوله مسابقة عامة، للفوز بوظائف «محررين» بصحيفة الثورة اليمنية ووكالة سبأ للأنباء.
- تأثر بمهنة الصحافة من صغره، وبدأ بكتابة بعض المساهمات في صحيفة الثورة، حيث بدأ عمله فيها (مصححا لُغويا) وهو لايزال طالباً في الإعدادية والثانوية.
- في العام 1978-1979م أدى خدمة التدريس الإلزامي في قرية«جدر» بني الحارث محافظة صنعاء.

تعلم القرآن الكريم في الجامع الكبير بصنعاء، وتعلم العربية بدراسة «قطر الندى وبل الصدى» في حلقات علمية على يد لغويين متخصصين.
عمل بـ«فرع تجهيز البيانات» بالجهاز المركزي للرقابة والمحاسبة، وتعلم إدخال البيانات والمعلومات على أول أجهزة كمبيوتر دخلت اليمن 1976.
- أبتعث من وزارة الإعلام في الجمهورية العربية اليمنية لدراسة الصحافة في الإتحاد السوفيتي عام 1979م.
- شارك بفعالية في النشاط الثقافي والطلابي في إطار رابطة الطلاب اليمنيين في روسيا البيضاء.
- حصل على درجة الماجستير في الصحافة، في مايو 1985م، من كلية الصحافة بجامعة الدولة في روسيا البيضاء عن بحث حول «الصحافة اليمنية في الفترة مابين 1925 -1941م».
- حصل على إجازة في تدريس اللغة الروسية في 12يونيو 1985م. من جامعة الدولة بيلاروسيا.
- أدى خدمة التدريس الإلزامي للمرة الثانية في العام الدراسي 1985- 1986م، في مدرسة عبد الناصر الثانوية بصنعاء.
- حصل في نفس العام 1986 (بدراسة مسائية) على دبلوم الدراسات العليا في الإدارة العامة من المعهد القومي -المعهد الوطني للعلوم الإدارية – عن بحث حول «دور الإدارة في تطويرالإنتاج الصحفي».
- حصل في مايو 2007م على درجة الدكتوراه في العلوم السياسية من الأكاديمية الدبلوماسية التابعة لوزارة الخارجية الروسية في موسكو عن رسالته حول:

«نشأة وتطور المؤسسات التمثيلية في الجمهورية اليمنية، في ظل الوحدة»

## مسيرته
رجل دولة شغل عدداً من المواقع الرسمية والشعبية، عرف بمواقفه الناقدة للفساد من موقعه كصحفي ثم برلماني وأكاديمي مدافعًا عن قضايا الوطن ووحدته. هو من السياسيين والمثقفين اليمنيين الذين يدعون لبناء دولة مدنية تحتكم للنظام والقانون، وترفض العصبية القبلية، والعنصرية، وتقاوم المتاجرة السياسية باسم الدين.
انضم لثورة الشباب في 2011 آملا في الانتقال لبناء الدولة المدنية اليمنية الحديثة، لكنه ككل الحداثيين المطالبين بالتغيير وجد حلم التغيير يتهاوى نتيجة احتوائه والسيطرة عليه من قبل قوى الفساد والرجعية المستبدة المتخلفة فقاومها بآرائه وكتاباته، ولا يزال مناهضا لتدمير الدولة والمجتمع الذي يتم بفعل العدوانَيْن الداخلي (الذي تقوده حركة التمرد الحوثية - الزيدية)، والخارجي (بقيادة المملكة العربية السعودية والإمارات العربية المتحدة).
يرى إن المشكله اليمنية لا يمكن حلها إلا يمنيًا وبالتوافق على قيام دولة مدنية بعيدة عن التجاذبات القبلية أو الدينية - المذهبية.
نشاطه المهني (الاعلامي):
- في العام التالي لتخرجه 1986 ادى خدمة الدفاع الوطني.
- ثم عمل محرراً صحفياً في صحيفة الثورة اليمنية، وتميز بكتابة التحقيقات في الكثير من القضايا ذات الصلة بحياة الناس ومعاناتهم، وبالحوارات والمقابلات الصحفية السياسية الساخنة ذات الصلة ب الوحدة اليمنية وأحداث الثورة اليمنية.
- عمل مراسلا صحفيا في صنعاء لمجلة اليوم السابع الصادرة في باريس، وجريدة الخليج الصادرة عن دار الخليج الصادرة في الشارقة بالإمارات العربية المتحدة.
- تميز بكتابة الأعمدة الصحفية الساخرة والناقدة في عدد من الصحف المحلية، منها في «الشارع يقولون» و«مكاشفة» في صحيفة الثورة، وعمود أسبوعي في صحيفة 26 سبتمبر «الكلمة موقف»، وكان يسهم في تحرير عدد من الصحف والمجلات ومنها «المنار» ومجلة «معين» التي كانت تصدر عن مؤسيه الثورة للصحافة.
- انتخب عضواً في الهيئة الإدارية لنقابة الصحفيين اليمنيين عام 1988م. وشغل المسؤول الثقافي والإعلامي فيها، ورتب ونظم لعقد عدد من الندوات العلمية منها ندوة حول «تطوير العملية التعليمية»، لاعتقاده أن تدني مستوى التعليم هو أحد أبرز الأسباب الرئيسية المعيقة للتطور في اليمن.
- في 22مايو 1990م أسَّسَ مع الكاتب والصحفي محمد ردمان الزرقة صحيفة الوحدة، وشغل مديراً لتحريرها 1990 -1991 م.
- أسس عام 1991م في مدينة عدن باسم المؤتمر الشعبي العام صحيفة 22مايو اليمنية ورأس تحريرها حتى العام 1995 م.

نشاطه السياسي:
- انتخب عام 1991م رئيسا تنظيمياً لفرع حزب المؤتمر الشعبي العام (المنطقة الأولى) بأمانة العاصمة.
- عضو منتخب عن المؤتمر الشعبي العام لدورتين انتخابيتين متتاليتين بمجلس النواب(1993م و1997م)، واستمر عضوا بمجلس النواب حتى العام 2003م.
- عضو لجنة الحريات العامة وحقوق الإنسان بمجلس النواب 1993- 1997م
- أنتخب رئيسا للجنة الإعلام والثقافة والسياحة بمجلس النواب 1997 - 2001 م
- عضو منتخب لدورتين متتاليتين باللجنة العامة«المكتب السياسي» للمؤتمرالشعبي العام (الحزب الحاكم) 1995-2003م..
- رئيس دائرة الفكر والثقافة والاعلام بالمؤتمر الشعبي العام 1998- 2001م.
- عين وزيرا الثقافة في الجمهورية اليمنية، في 4 أبريل 2001 – 30 ديسبمر 2002 م.
- ترشح عن المؤتمر الشعبي العام للانتخابات النيابية في إبريل 2003م، عن الدائرة (16) في أمانة العاصمة وخسر أمام منافسه مرشح التجمع اليمني للإصلاح (إسلامي)، بعد فوزه لدورتين انتخابيتين متتاليتين في نفس الدائرة.
- عمل سفيراً مفوضا فوق العادة لبلاده لدى روسيا الاتحادية خلال الفترة 2003 - 2007 م، وسفيراغير مقيم لبلاده في بلدان كل من فلندا، بيلاروس، أوكرانيا، ملدوفا).
- أستاذ محاضر في الاتصال السياسي والرأي العام بكلية الصحافة بجامعة صنعاء.
- عين عضواً بمجلس الشورى اليمني في 21 مايو 2008م – إلى الآن.

## مؤلفاته
- صدر له كتاب عن (خصوصية الحكم والوحدة في اليمن) الطبعة الأولى عن مكتبة مدبولي، القاهرة 2008م[6] والطبعة الثانية، عن دار زهران للنشر والتوزيع، عمان الأردن 2009م. (اليمن: خصوصية الحكم والوحدة[7]، الطبعة الثالثة عن مؤسسة اروقة للدراسات والنشر والتوزيع (القاهرة)، رابط التحميل: https://t.me/maktabatalyemen/10762
- في الشارع يقولون – مقالات مختارة، إصدارات صندوق التراث والتنمية الثقافية، وزارة الثقافة، صنعاء، الجمهورية اليمنية 2010م.[8]
- الطريق الى الدولة المدنية - اليمنيون يتحاورون (بالاشتراك مع نخبة من الكتاب)

● البندقية والعقل - حوارات بلا افق في الصراع اليمني،https://www.sampress.net/portal/news-50448.htm
* تحت الطبع:
● اليمن بين مخالب الذئاب - التوسع و"الاستحمار" وتقاسم النفوذ
● البحث عن وطن-ثلاثية الوحدة والحرب والانفصال
● السلطة والقبيلة- كوابح بناء الدولة
● رجالات الدولة - النخبة التي عرفتها
- عودة الظلام

● سنوات السقوط
- في الاتصال السياسي والرأي العام (كتاب جامعي)
- أخلاقيات العمل الإعلامي (كتاب جامعي)

## دراسات
- (الجذور التاريخية لثورة 48).
- الشروط والضرورات الموضوعية لقيام دولة الوحدة).
- (نشأة وتطور المؤسسات التمثيلية في اليمن).
- (حرية الرأي والتفكير في المنظومة الدستورية والقانونية اليمنية).
- (الصحافة اليمنية في الفترة ما بين 1925- 1941م).
- (دور الإدارة في تطوير الإنتاج الصحفي).
- المشترك الإنساني في حوار الحضارات.
- التأريخي والمعاصر في العلاقات العربية الروسية.
- أهمية الإصلاح القانوني في الصحافة اليمنية.(الصحافة.. الإصلاح القانوني أولا.
- صحفي وكاتب له إسهام في تطوير العمل الثقافي والإعلامي في اليمن، وشارك في العديد من المنتديات الفكرية في داخل اليمن وخارجه، وله العديد من الكتابات حول القضايا الوطنية.

مساهماته في منظمات المجتمع المدني:
- مؤسس ورئيس مركز الوحدة للدراسات الإستراتيجية.
- أسهم في تأسيس أول (منظمة يمنية للحقوق والحريات العامة في اليمن 1991م).
- أسهم في تأسيس عدد من الجمعيات الخيرية والإنسانية في عقد التسعينات.
- اسهم في تأسيس نقابة الصحفيين اليمنيين.
- أسهم في تأسيس المنتدى الثقافي العربي في موسكو 2005م.
- عضو مؤسس في جمعية الصداقة اليمنية الروسية.
- عضو مشارك في نادي الصحافة المسكوبية في موسكو منذ العام 2004م.
- اسهم بفعالية في رعاية جمعيتي ذوي الاحتياجات الخاصة(جمعية المعاقين حركيا، و جمعية الصم والبكم)

## جوائز
- منح عن مؤسسة الشراكة الإنسانية الدولية الروسية «وسام محسنو القرن» لقاء مساهمته في توطيد السلام وتعميق الروابط الثقافية وتنمية علاقات الصداقة بين روسيا والجمهورية اليمنية. في موسكو22ديسمبر2005م.[9]
- شهادة تقديرية من جامعة صنعاء عن مساهمته في افتتاح قسم الاعلام بجامعة صنعاء يناير1996م.
- منح عن مؤ: سسة منتدى المساعدة الدولية «وسام التحصيل الرائد» من جمهورية أوكرانيا، للمساهمة في تطوير العلاقات الأوكرانية اليمنية. في كييف 2/12/2006م.
- قلد " وسام غورتشكوف من الدرجة الأولى"عن اللجنة القومية للأوسمة الاجتماعية بموسكو واختير عضوا أكاديميا فعليا (بدرجة بروفيسور)، لقاء مساهماته الشخصية الكبيرة في توطيد الصداقة والتعاون المشترك بين روسيا والجمهورية اليمنية. موسكو في 11 أبريل 2007. رقم الوسام (185).
- منح شهادة تقديرية من فخامة الأخ الرئيس علي عبد الله صالح، تقديرا لدوره الريادي في مجال العمل الإعلامي. صنعاء 19 مارس 2009م.